# Champvoisy
Champvoisy è un comune francese di 249 abitanti situato nel dipartimento della Marna nella regione del Grand Est.

## Società

### Evoluzione demografica
Abitanti censiti